# Diclidophora minor
Diclidophora minor är en plattmaskart som först beskrevs av P. Olsson 1868.  Diclidophora minor ingår i släktet Diclidophora, och familjen Diclidophoridae. Arten är reproducerande i Sverige.